# Canterbury Christ Church University
Canterbury Christ Church University är ett universitet i Storbritannien. Det ligger i grevskapet Kent och riksdelen England, i den sydöstra delen av landet, 90 km öster om huvudstaden London. Canterbury Christ Church University ligger 16 meter över havet.